# Ferdinand Rosenberger
Ferdinand Rosenberger (Lobeda, Jena, 29 de agosto de 1845 — Oberstdorf, 11 de setembro de 1899) foi um historiador da física alemão.
Rosenberger estudou matemática e ciências naturais na Universidade de Jena.
Tornou-se conhecido por sua História da Física ("Geschichte der Physik"). Escreveu também um livro sobre o desenvolvimento do raciocínio físico de Isaac Newton, que Richard Westfall em sua biografia de Newton avaliou como insuperável.
Foi membro da Academia Leopoldina (1892).

## Obras
- Die Buchstabenrechnung; eine Entwicklung der Gesetze der Grundrechnungsarten rein aus den Begriffen der Zahl und des Zählens als Grundlage für den Unterricht, Jena, 1876
- Über die Genesis wissenschaftlicher Entdeckungen und Erfindungen, Braunschweig, 1885
- Isaac Newton und seine physikalischen Principien; ein Hauptstück aus der Entwicklungsgeschichte der modernen Physik, Leipzig, J. A. Barth, 1895, Online
- Die Geschichte der Physik in ihren Grundzügen, mit synchronistischen Tafeln der Mathematik, der Chemie und beschreibenden Naturwissenschaften, sowie der allgemeinen Geschichte, 3 Bände, Braunschweig, Vieweg 1882, Online: Band 1,2
- Die moderne Entwicklung der elektrischen Principien. Fünf Vorträge, Leipzig, Barth, 1898, Online